# IT for Business
IT for Business, anciennement 01 Informatique puis 01 Business, est un magazine mensuel français spécialisé dans l'informatique, créé en 1966 par le groupe Tests (aujourd'hui groupe 01).

## Historique

Ancien logo de 01 Informatique

De janvier 1981 à décembre 1985 paraît en complément un supplément mensuel, 01 Informatique mensuel.
En septembre 2002, une rubrique « nouvelle économie » fait son apparition.
À partir de 2003, un supplément gratuit,  01 DSI, destiné aux directeurs des systèmes d'information (DSI) est adjoint au magazine une fois par mois. Des rencontres avec les DSI, baptisées Matinées 01, étaient organisées et les comptes-rendus étaient ensuite publiés dans le magazine et sur le site.
À partir du 8 novembre 2004, le magazine adopte un format « news » (215 x 265 mm) sur 116 pages. Le groupe Tests investit alors 1,8 million d'euros pour promouvoir le titre.
Le magazine célèbre ses quarante ans le 16 juin 2006 en publiant un numéro spécial ainsi qu’un recueil de photos baptisé « Homo Informaticus ».
En 2010, le magazine adopte une nouvelle formule baptisée 01 Informatique, business et technologies avant de devenir 01 Business et technologies le 30 juin 2011.
En octobre 2013, NextRadioTV, propriétaire du groupe 01, décide de se recentrer sur ses activités radio, télé et internet en cédant les magazines 01net et 01 Business à la société She Three, dirigée par Marc Laufer, ancien directeur général de NextRadioTV.
En janvier 2014, le magazine devient IT for Business.
Puis en octobre 2018, le magazine est repris par Frédéric Ktorza président de la société ChoYou.
Moins d'un an plus tard, une nouvelle formule de la version papier d'IT for Business est lancée, avec comme baseline « le magazine des managers du numérique ».

## Partenariat
Frédéric Simottel, rédacteur en chef de 01 Informatique, a animé sur la radio d'information économique BFM Business l'émission hebdomadaire 01 Business, destinée à expliquer « les enjeux des nouvelles technologies dans l'entreprise ».